# Hadrón

Un hadrón es una partícula subatómica compuesta. Cada hadrón debe pertenecer a una de las dos clases fundamentales de partículas: bosónes y fermiónes.

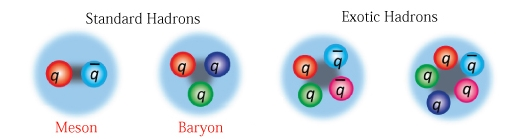
Hadrones del Modelo Estándar y hadrones exóticos.

Un hadrón (del griego ἁδρός, hadrós, "denso" o "fuerte") es una partícula subatómica formada por quarks que permanecen unidos debido a la interacción nuclear fuerte entre ellos. Antes de la postulación del modelo de cuarks se definía a los hadrones como aquellas partículas que eran sensibles a la interacción fuerte.
Como todas las partículas subatómicas, los hadrones tienen números cuánticos correspondientes a las representaciones del grupo de Poincaré: JPC(m), donde J es el espín, P la paridad, C la paridad C, y m la masa. Además, pueden llevar números cuánticos de sabor como el isoespín, extrañeza, etc.
Se cree que casi todos los hadrones y antihadrones "libres" (es decir, aislados y no unidos dentro de un núcleo atómico) son inestables y finalmente se descomponen en otras partículas. La única posible excepción conocida son los protones libres, los cuales parecen ser estables, o al menos, tardan mucho tiempo en desintegrarse (del orden de 1034+ años). A modo de comparación, los neutrones libres son la partícula inestable de vida más larga y se desintegran con una vida media de aproximadamente 879 segundos. Experimentalmente, la física de hadrones se estudia mediante la colisión de protones o núcleos de elementos densos y pesados como el plomo o el oro, y la detección de escombros en las lluvias de partículas producidas. El proceso idéntico ocurre en el entorno natural, en la atmósfera superior extrema, donde los muones y los mesones como los piones son producidos por las colisiones de los rayos cósmicos con partículas de gas enrarecido en la atmósfera exterior.
Los hadrones se dividen en dos grandes familias:  bariones, formados por un número impar de cuarks (normalmente tres cuarks) y  mesones, formados por un número par de cuarks (normalmente dos cuarks: un cuark y un anticuark).  Protones y  neutrones (que constituyen la mayor parte de la masa de un átomo) son ejemplos de bariones; piones son un ejemplo de mesón. En los últimos años se han descubierto  hadrones exóticos que contienen más de tres cuarks de valencia. Un estado tetraquark (un mesón exótico), denominado Z(4430)-, fue descubierto en 2007 por el Experimento Belle y confirmado como resonancia en 2014 por la colaboración LHCb. Dos estados pentaquark (barión exótico), denominados P+
c(4380) y P+
c(4450), fueron descubiertos en 2015 por la colaboración LHCb. Hay varios candidatos hadrones más exóticos y otras combinaciones de cuarks color-singlet que también pueden existir.

## Etimología
El término "hadrón" fue introducido por Lev B. Okun en una asamblea en la International Conference on High Energy Physics de 1962. En esta asamblea dijo:

A pesar de que este informe trata de las interacciones débiles, con frecuencia tendremos que hablar de partículas que interactúan fuertemente. Estas partículas plantean no solo numerosos problemas científicos, sino también terminológicos. El punto es que "partículas que interactúan fuertemente" es un término muy torpe que no se somete a la formación de un adjetivo. Por esta razón, para tomar solo un ejemplo, las desintegraciones en partículas que interactúan fuertemente se llaman no-leptónicas. Esta definición no es exacta porque "no leptónico" también puede significar "fotónico". En este informe llamaré a las partículas que interactúan fuertemente "hadrones", y las correspondientes desintegraciones "hadrónicas" (el griego ἁδρός significa "grande", "masivo", en contraste con λεπτός que significa "pequeño", "ligero"). Espero que esta terminología resulte conveniente.

## Propiedades

Todos los tipos de hadrones tienen carga de color total cero (se muestran tres ejemplos)

Según el modelo de cuarks, las propiedades de los hadrones están determinadas principalmente por sus llamados quark de valencia. Por ejemplo, un protón está compuesto por dos quark de valencias (cada uno con carga eléctrica + 2⁄3, para un total de +4⁄3 juntos) y un quark down (con carga eléctrica - 1⁄3). La suma de todas ellas da como resultado la carga +1 del protón. Aunque los cuarks también llevan carga de color, los hadrones deben tener carga de color total cero debido a un fenómeno llamado confinamiento de color. Es decir, los hadrones deben ser "incoloros" o "blancos". Las formas más sencillas de que esto ocurra son con un cuark de un color y un anticuark del correspondiente anticolor, o tres cuarks de diferentes colores. Los hadrones con la primera disposición son un tipo de mesón, y los que tienen la segunda disposición son un tipo de barión.
Los gluones virtuales sin masa componen la inmensa mayoría de las partículas del interior de los hadrones, así como los principales constituyentes de su masa (con la excepción del charm pesado y los quark bottoms; el quark top desaparece antes de tener tiempo de unirse a un hadrón). La intensidad de la fuerza fuerte gluons que une a los cuarks tiene suficiente energía (E) para tener resonancias compuestas de cuarks masivos (m) (E ≥ mc2). Uno de los resultados es que los pares de corta vida de virtual cuarks y anticuarks se forman y desaparecen continuamente dentro de un hadrón. Dado que los cuarks virtuales no son paquetes de ondas estables (cuantos), sino un fenómeno irregular y transitorio, no tiene sentido preguntarse qué cuark es real y cuál virtual; sólo el pequeño exceso es aparente desde el exterior en forma de hadrón. Por lo tanto, cuando se dice que un hadrón o anti-hadrón está formado por (típicamente) 2 o 3 cuarks, esto se refiere técnicamente al exceso constante de cuarks frente a anticuarks.
Como a todas las partículas subatómicas, a los hadrones se les asignan números cuánticos correspondientes a las representaciones del grupo de Poincaré: JPC (m), donde J es el número cuántico de espín, P la paridad intrínseca (o P-paridad), C la conjugación de cargas (o C-paridad), y m es la masa de la partícula. Nótese que la masa de un hadrón tiene muy poco que ver con la masa de sus cuarks de valencia; más bien, debido a la equivalencia masa-energía, la mayor parte de la masa proviene de la gran cantidad de energía asociada a la interacción fuerte. Los hadrones también pueden llevar número cuántico de sabor como isospín (G paridad), y extrañeza. Todos los cuarks llevan un número cuántico aditivo y conservado llamado número bariónico (B), que es + 1⁄3 para los cuarks y - 1⁄3 para los anticuarks. Esto significa que los bariones (partículas compuestas formadas por tres, cinco o un número impar mayor de cuarks) tienen B = 1 mientras que los mesones tienen B = 0.
Los hadrones tienen  estados excitados conocidos como resonancias. Cada hadrón en estado básico puede tener varios estados excitados; se han observado varios cientos de resonancias en experimentos. Las resonancias se desintegran extremadamente rápido (en unos 10-24 segundos) a través de la fuerza nuclear fuerte.
En otras fases de materia los hadrones pueden desaparecer.  Por ejemplo, a muy alta temperatura y alta presión, a menos que haya suficientes sabores de cuarks, la teoría de la cromodinámica cuántica (QCD) predice que los cuarks y los gluones dejarán de estar confinados dentro de los hadrones, "porque la fuerza de la interacción fuerte disminuye con la energía". Esta propiedad, que se conoce como libertad asintótica, ha sido confirmada experimentalmente en el rango de energía entre 1 GeV (gigaelectronvoltio) y 1 TeV (teraelectronvoltio). Todos los hadrones libre excepto (posiblemente) el protón y el antiprotón son inestable.

## Tipos de hadrones

### Bariones y mesones ordinarios
Tanto el modelo de cuarks, como la evidencia empírica sugieren que los hadrones son partículas compuestas por cuarks y/o anticuarks. Hay dos tipos de hadrones (sin contar los casos "exóticos"):
- Los bariones están compuestos por tres cuarks con cargas de color diferente, se dice que su carga de color global es "neutra" o "blanca", al tener las tres cargas de color compensadas entre sí. Los neutrones y protones también llamados conjuntamente nucleones son ejemplos de bariones. Los bariones aislados se comportan como fermiones.

Estas partículas tienen un número bariónico (B) diferente de cero, que es igual a +1 para los nucleones e igual a -1 para sus antipartículas.
- Los mesones están formados por un cuark y un anticuark. Los piones son ejemplos de mesones, su presencia ha sido usada para explicar cómo permanecen unidos neutrones y protones en el núcleo atómico. Los mesones se comportan como bosones. Su número bariónico satisface B = 0.

La mayor parte de los hadrones se han podido clasificar adecuadamente por el modelo de cuarks, que postula que todos los números cuánticos de los bariones se derivan de aquellos de los quarks de valencia. Para un barión estos son tres cuarks, y para un mesón estos son un par cuark-anticuark.
Cada cuark es entonces un fermión con B = 1/3. Los estados excitados bariónicos o mesónicos son conocidos como resonancias. Cada estado fundamental hadrónico puede tener muchos estados excitados, y cientos han sido observados en experimentos con partículas. Las resonancias decaen extremadamente rápido (aproximadamente en 10−24 s) por las interacciones fuertes.

### Bariones y mesones exóticos
Los mesones que se encuentran fuera de la clasificación según el modelo de cuarks se denominan mesones exóticos. Estos incluyen bolas de gluones, mesones híbridos y tetraquarks. Los únicos bariones que están fuera del modelo de cuarks a la fecha son los pentaquarks, pero la evidencia de su existencia no ha sido esclarecida aún. Recientemente se ha demostrado la existencia del hadrón Z(4430), con un nivel de confianza de sigma 13.9.

### Resonancias
Las  resonancias son partículas masivas de muy corta existencia, se desintegran muy rápidamente en partículas más ligeras. Desde la aparición del modelo de cuarks se las interpreta como estados excitados con una energía superior a la del estado fundamental, de sistemas ligados de cuarks. Por tanto las resonancias no serían estrictamente estructuras diferentes, aunque inicialmente fueron interpretadas así por tener una masa diferente a la del estado fundamental (la discrepancia de masa tiene que ver con la relación E = mc2).

## Estructura interna y QCD
Todos los hadrones son sistemas de cuarks ligados mediante interacción fuerte, la teoría estándar que da cuenta de esta interacción fuerte es la cromodinámica cuántica (en inglés quantum chromodynamics o QCD). Esta teoría postula diversos tipos de cuarks que interaccionan entre sí mediante un campo gluónico. Dicho campo está formado por bosones denominados gluones. Debido a una propiedad importante de la teoría llamada confinamiento, los cuarks con energías por debajo de la escala QCD experimentan este confinamiento, que impiden observar cuarks libres a bajas energías, por lo que usualmente aparecen en forma de hadrones. Otra propiedad interesante de la teoría es que estos sistemas ligados de cuarks o hadrones que son compuestos, y no llevan carga de color: si están formados por 3 cuarks uno es "rojo", otro es "verde" y otro "azul" (de tal manera que se dicen que son "blancos"). En los mesones si el cuark es de un "color" y anti-cuark tienen el "anticolor" correspondiente. Así que globalmente no predomina ningún "color" que es una de las consecuencias del confinamiento.
En otras fases de materia QCD los hadrones pueden desaparecer. Por ejemplo, a temperatura y presión muy altas, a menos que haya suficiente cantidad de sabores muy masivos de cuarks, la teoría QCD predice que los cuarks y gluones van a interactuar débilmente y ya no estarán confinados. Esta propiedad, que se conoce como libertad asintótica, ha sido experimentalmente confirmada a las escalas de energía de entre un GeV y un TeV. Pero esta teoría pronto se pondrá a prueba ya que el 10 de septiembre de 2008 se puso en funcionamiento un acelerador de partículas o hadrones (el LHC, gran colisionador de hadrones, por sus iniciales en inglés), que mide 27 km de circunferencia, situado en el límite entre Francia y Suiza, cerca de la ciudad de Ginebra, y ha costado 3.700 millones de Euros (unos 6000 millones de dólares según algunas fuentes).

## Terapia de hadrones
La terapia de hadrones es una técnica de radioterapia que utiliza flujos de luz, iones de alta energía (protones y iones de carbono, principalmente) en lugar de fotones, para el tratamiento de tumores. Estos iones tienen dos ventajas respecto a los fotones ampliamente utilizados en la radioterapia convencional:
- tienen muy buena balística y permiten una orientación muy precisa;
- depositan un máximo de energía al final del viaje (pico de Bragg);
- cuando se trata de iones de carbono, la eficacia en términos de destrucción de células tumorales es -a dosis igual- muy superior a la de los fotones o protones.

A cambio, estas ventajas requieren un control más efectivo.